# As Aventuras do Flama
As Aventuras do Flama foi uma radionovela com sequências diárias transmitia pela Rádio Borborema, de Campina Grande em 1963. O programa tinha um apresentador, o próprio criador, Deodato Borges, que fazia jogos com os ouvintes com distribuição de brindes.
Ainda em 1963, Deodato Borges lançou uma revista em quadrinhos que era dada como brinde aos ouvintes do programa e logo angariou uma legião de fãs. A revista As Aventuras do Flama é considerada a primeira revista em quadrinhos da Paraíba, a revista durou cinco edições.
Em 2015, um fac-símile da revista em quadrinhos foi publicado pela Fundação Espaço Cultural da Paraíba (Funesc). Em novembro de 2022, Mike Deodato licenciou o personagem para a editora MEMY, que lançou uma campanha de financiamento coletivo na plataforma Catarse para a HQ O Flama & a Bússola do Destino, escrita por MJ Macedo e ilustrada por Débora Caritá.